# Grande-Rivière-du-Nord
Grande-Rivière-du-Nord (en criollo haitiano Grann Rivyè dinò) es una comuna de Haití que está situada en el distrito de Acul-du-Nord, del departamento de Norte.

## Secciones
Está formado por las secciones de:
- Grand Gilles
- Solon
- Caracol
- Gambade
- Jolitrou
- Cormiers (que abarca la villa de Grande-Rivière-du-Nord)

## Demografía
| Gráfica de evolución demográfica de Grande-Rivière-du-Nord entre 2009 y 2015 |
|                                                                              |

Los datos demográficos contemplados en este gráfico de la comuna de Grande-Rivière-du-Nord son estimaciones que se han cogido de 2009 a 2015 de la página del Instituto Haitiano de Estadística e Informática (IHSI). 